# Elsa Carrera Cabrera
Elsa Carmen Carrera Cabrera (Lima, 23 de octubre de 1949) es una ingeniera civil peruana. Ejerció el cargo de ministra de Transportes, Comunicaciones, Vivienda y Construcción durante el gobierno de Alberto Fujimori y fue regidora de Lima en 1996.

## Biografía
Ingresó a la Universidad Nacional de Ingeniería, en la cual estudió Ingeniería civil. Recibió una beca de la Agencia Japonesa de Cooperación Internacional y realizó estudios de especialización en Puentes. Realizó estudios de Maestría en Arquitectura en la Universidad Ricardo Palma y de Doctorado en Ingeniería civil en la Universidad Nacional Federico Villarreal.
En 1973, ingresó a trabajar como asistente en el Ministerio de Transportes y Comunicaciones. Luego pasó al equipo de ingenieros calculistas del ministerio.
De 1990 a 1991 fue miembro del Directorio de AeroPerú.
De 1990 a 1994 fue presidenta del Servicio Nacional de Capacitación (SENSICO).
De 1994 a 1995, fue Jefa del Instituto Nacional de Infraestructura Educativa y de Salud.
En las elecciones municipales de 1995 postuló al Concejo de la Municipalidad Metropolitana de Lima por la alianza Cambio 90-Nueva Mayoría como Teniente Alcaldesa y resultó elegida como Regidora Provincial. Sin embargo, en abril de 1996, el Concejo Municipal declaró la vacancia de Carrera debido a que fue nombrada como ministra de Transportes, Comunicaciones, Vivienda y Construcción por el presidente Alberto Fujimori en el gabinete ministerial liderado por Alberto Pandolfi.
En 2010 fue Presidenta del Capítulo de Ingeniería Civil del Colegio de Ingenieros del Perú.
Se ha desempeñado como profesora en la Pontificia Universidad Católica del Perú, en la Universidad Peruana de Ciencias Aplicadas y en la Universidad Nacional Federico Villarreal.

### Ministra de Transportes, Comunicaciones, Vivienda y Construcción
En abril de 1996 fue designada como Ministra de Transportes, Comunicaciones, Vivienda y Construcción por el presidente Alberto Fujimori. Fue la primera mujer en ejercer dicho ministerio.
Renunció al cargo en diciembre de 1997.